# Ленинский (Левокумский район)
Ле́нинский — посёлок в Левокумском районе (муниципальном округе) Ставропольского края России.

## Географическое положение
Расстояние до краевого центра: 201 км.
Расстояние до районного центра: 32 км.

## История
Населённый пункт основан в начале XX века землевладельцем Гужвиным в балке Зурмата.
До 16 марта 2020 года входил в состав сельского поселения Николо-Александровский сельсовет.

## Население
| 1989 | 2002  | 2010  | 2014 | 2022 |
| ---- | ----- | ----- | ---- | ---- |
| 1048 | ↗1089 | ↘1045 | ↘900 | →900 |

По данным переписи 2002 года в национальной структуре населения русские составляли 44 %, даргинцы — 40 %.

## Инфраструктура
- Средняя общеобразовательная школа № 13
- Фельдшерско-акушерский пункт[9]

## Памятники
- Братская могила партизан, погибших в боях с фашистскими захватчиками. 1942—1943, 1946 года[10]

## Кладбище
- Общественное открытое кладбище площадью 9616 м²[11]